# Mistrzostwa Polski w Tenisie Stołowym 2021
Mistrzostwa Polski w Tenisie Stołowym 2021 – 89. edycja mistrzostw, która odbyła się w Arłamowie w dniach 26-28 marca 2021 roku.

## Medaliści
| Konkurencja             | Złoto                                                                            | Srebro                                                                                | Brąz |
| gra pojedyncza kobiet   | Natalia Bajor (KU AZS UE Wrocław)                                                | Katarzyna Grzybowska-Franc (Dojlidy Białystok)                                        | Katarzyna Węgrzyn (KU AZS UE Wrocław) Paulina Krzysiek (Start Nadarzyn)                                                                      |
| gra pojedyncza mężczyzn | Samuel Kulczycki (Dekorglass Działdowo)                                          | Robert Floras (Polonia Bytom)                                                         | Patryk Chojnowski (KS AZS AWFIS Gdańsk) Miłosz Redzimski (Bogoria Grodzisk Maz.)                                                             |
| gra podwójna kobiet     | Natalia Bajor (KU AZS UE Wrocław) Katarzyna Grzybowska-Franc (Dojlidy Białystok) | Roksana Załomska (KU AZS UJD Częstochowa) Aleksandra Michalak (Warmia Lidzbark Warm.) | Paulina Krzysiek (Start Nadarzyn) Katarzyna Ślifirczyk (Start Nadarzyn) Wiktoria Wróbel (MRKS Gdańsk) Ilona Sztwiertnia (Bronowianka Kraków) |
| gra podwójna mężczyzn   | Robert Floras (Polonia Bytom) Daniel Bąk (Orlicz 1924 Suchedniów)                | Tomasz Lewandowski (Politechnika Rzeszów) Piotr Chodorski (Politechnika Rzeszów)      | Konrad Kulpa (Energa KTS Toruń) Tomasz Kotowski (Energa KTS Toruń) Adam Dosz (Pogoń Lębork) Sławomir Dosz (Gorzovia Gorzów Wlkp.)            |
| gra mieszana            | Samuel Kulczycki (Dekorglass Działdowo) Katarzyna Węgrzyn (KU AZS UE Wrocław)    | Tomasz Lewandowski (Politechnika Rzeszów) Paulina Krzysiek (Start Nadarzyn)           | Jakub Perek (Orlicz 1924 Suchedniów) Natalia Bajor (KU AZS UE Wrocław) Robert Floras (Polonia Bytom) Anna Węgrzyn (KU AZS UE Wrocław)        |